# Herbert Laumen
Herbert Laumen (* 11. August 1943 in München Gladbach) ist ein ehemaliger deutscher Fußballspieler. Er spielte von 1962 bis 1971 bei Borussia Mönchengladbach und wurde mit dem Verein 1970 und 1971 Deutscher Meister. Darüber hinaus spielte er in der Bundesliga von 1971 bis 1973 für Werder Bremen und 1973/74 für den 1. FC Kaiserslautern sowie 1974/75 in Frankreich für den Erstligisten FC Metz. Der offensive Mittelfeldspieler, der in der Fußball-Bundesliga 267 Spiele absolvierte und dabei 121 Tore erzielte, kam 1968 auch in zwei Freundschaftsspielen der Nationalmannschaft zum Einsatz.

## Karriere

### Jugend, Oberliga und Regionalliga West, bis 1965
Ohne Geschwister wuchs Herbert Laumen bei seiner Mutter im Mönchengladbacher Stadtteil Lürrip auf; Vater Josef war im Zweiten Weltkrieg in Russland gefallen. Mit neun Jahren wurde er in der Jugendabteilung von Borussia Mönchengladbach angemeldet. Er hatte Talent und große Leidenschaft für den Fußball. In der B-Jugend wurde er mit seinen Mannschaftskameraden Niederrheinmeister und gewann zwei Jahre später mit der A-Jugend die Westdeutsche Meisterschaft. Am 5. Juli 1962 schlug die VfL-Jugend im Stadion am Schloss Strünkede vor 7000 Zuschauern Westfalia Herne mit 4:0, Laumen erzielte dabei ein Tor. Mitspieler waren Verteidiger Horst-Dieter Höttges und Mittelläufer Walter Wimmer.
Der gelernte Buchdrucker Herbert Laumen kam 1962 aus der VfL-Jugend zur letzten Saison der alten erstklassigen Fußball-Oberliga West in das Ligateam von Borussia Mönchengladbach. In seinen ersten zwei Runden im Seniorenfußball war Fritz Langner der Trainer am Bökelberg, ehe Ende April 1964 der Kölner Hennes Weisweiler den Trainerposten in Mönchengladbach antrat. Am fünften Spieltag, am 17. September 1962, feierte das Nachwuchstalent seinen Einstand in der Oberliga West. Beim 3:1-Auswärtserfolg beim Wuppertaler SV trug er sich in die Torschützenliste ein. Im Borussen-Angriff gaben noch Franz Brungs und Ulrich Kohn den Ton an. In der Fußball-Oberliga West kam der Nachwuchsspieler in der Saison 1962/63 auf 15 Einsätze und erzielte dabei sechs Tore. Im ersten Jahr der Fußball-Regionalliga West, 1963/64, konnte er seine Einsatzzeiten auf 21 Ligaspiele mit neun Toren steigern. Es waren seine beiden Lehrjahre im Vertragsfußball. Während dieser Zeit übte er seinen Beruf als Buchdrucker aus; er arbeitete bei seiner Firma in Düsseldorf von 6 bis 14 Uhr in der Frühschicht, damit er um 15 Uhr am Bökelberg beim Training sein konnte. Erst Weisweiler erkannte, dass die hoffnungsvollen VfL-Talente auch außerhalb des Platzes Zuspruch und Unterstützung (bei den Arbeitgebern) benötigen. Nach dem Meisterschaftsgewinn 1964/65 – Laumen spielte damals noch im alten WM-System auf Rechtsaußen und erzielte in 26 Einsätzen sechs Tore – in der Regionalliga West mit drei Punkten Vorsprung vor Alemannia Aachen setzte sich Gladbach in der Aufstiegsrunde gegen den SSV Reutlingen, Holstein Kiel und Wormatia Worms durch. Die Stammformation des VfL-Angriffs setzte sich aus den Stürmern Laumen, Jupp Heynckes, Bernd Rupp, Günter Netzer und Werner Waddey zusammen.

### Bundesliga, 1965 bis 1974
Auch im Debütjahr der Borussia in der Bundesliga, 1965/66, stürmte Laumen (22/6) noch auf dem ungeliebten Posten am rechten Flügel. Als Jupp Heynckes am 32. Spieltag am 14. Mai 1966 beim Auswärtsspiel gegen den späteren Deutschen Meister TSV 1860 München verletzt war, stürmte er erstmals auf seiner idealen Position als „hängende Spitze“, die aus dem Mittelfeld nach vorne stößt und den Torerfolg sucht. Der Aufsteiger erzielte gegen das Team von Trainer Max Merkel ein 3:3-Remis und Laumen schoss gegen Löwen-Torhüter Petar Radenković alle drei Tore für die Borussia. Als im Juli 1966 die Fußball-Weltmeisterschaft in England stattfand, war Laumen durch seine Freundschaft mit Berti Vogts als Gast von Trainer Weisweiler 14 Tage auf „Bildungsurlaub“ auf der Insel. Aus einer Diskussion mit dem Trainer über seine wirkungsvollste Verwendung im VfL-Angriff entwickelte sich tatsächlich so etwas wie der zweite Startschuss für Laumens Karriere. Er stürmte ab der Saison 1966/67 im 4:3:3-System als offensiver Mittelfeldspieler und erzielt in 31 Ligaspielen 18 Tore. Jetzt konnte er seine Schusskraft in beiden Beinen, die Kopfballstärke, seinen Torinstinkt und seine Laufstärke voll zur Geltung bringen. In Borussias Offensive war er jetzt gesetzt, er genoss Weisweilers Vertrauen und bedankte sich mit Toren am Fließband.
Von 1966/67 bis 1970/71 absolvierte der torgefährliche offensive Mittelfeldspieler 164 Bundesligaspiele und erzielte dabei 90 Tore. Vom 1. April 1967 bis zum 13. Februar 1971 bestritt er 131 Bundesligaspiele hintereinander und am 6. März 1968 debütierte er beim 3:1-Sieg in Brüssel gegen Belgien mit einem Tor in der Nationalmannschaft.
Er gehörte zur Meistermannschaft der Jahre 1970 und 1971. Beim ersten Meisterschaftsgewinn 1970 war er mit 19 Treffern der Borussia-Torjäger Nummer eins, klar vor Horst Köppel mit neun und Ulrik Le Fevre mit acht Treffern. Auch als 1971 erstmals in der Bundesliga die Titelverteidigung glückte, führte Laumen mit 20 Treffern die Borussia-Torschützenliste an; jetzt aber knapp vor dem Rückkehrer Jupp Heynckes mit 19 Treffern. Überraschend wurde Laumen von Bundestrainer Helmut Schön nicht für die Fußball-Weltmeisterschaft 1970 in Mexiko berücksichtigt. Bei der Meldung am 23. April 1970 durch den DFB an die FIFA gehörte er noch dem 40er-Kader an; der Abschlusslehrgang vom 4. bis 14. Mai 1970 in Malente fand aber ohne den Gladbacher Torjäger statt. Als erfolgreichster Stürmer des Deutschen Meisters des WM-Jahres 1970 war dies die größte Enttäuschung in seiner Laufbahn. Am 4. November 1970 bestritt er vor 42.700 Zuschauern im Goodison-Park gegen den FC Everton eines seiner besten Spiele. Laumen lieferte sich ein tolles Duell mit Alan Ball und erzielte in der 35. Spielminute den 1:1-Ausgleich. In der Verlängerung traf er mit einem Kopfball nur die Latte, im Elfmeterschießen vergab er den zweiten Elfmeter für Gladbach.
Berühmt wurde er am 3. April 1971, als er beim Pfostenbruch-Spiel zwischen Borussia Mönchengladbach und Werder Bremen nach einer Strafraumszene ins Tornetz fiel, woraufhin der Pfosten brach. Da kein Ersatz für das beschädigte Tor vorhanden war, wurde das Spiel abgebrochen und am „grünen Tisch“ für Bremen gewertet.
Herbert Laumen erzielte am 30. September 1967 beim Spiel Borussia Mönchengladbach gegen Hannover 96 (Endstand 5:1) innerhalb von sieben Minuten den lange Zeit schnellsten „lupenreinen Hattrick“. Bemerkenswert dabei war, dass Laumen ein Tor mit seinem linken, eines mit seinem rechten Fuß und ein Tor mit dem Kopf erzielte. Den Schlusspunkt des Spiels setzte er, als er auch noch das 5:1 für Borussia Mönchengladbach schoss.

### Weggang vom Bökelberg und Ende der Laufbahn, 1971 bis 1979
Nach dem zweiten Meistertitel wechselte er zu Werder Bremen, was er später als Fehler bezeichnete; dort wurde er Teil der teuren, aber enttäuschenden sogenannten „Millionenelf“ der Saison 1971/72. Beim ersten Aufeinandertreffen zwischen Bremen und Gladbach nach seinem Wechsel erzielte Laumen im 200. Spiel sein 100. Bundesligator und gehört damit zu den erfolgreichsten Torschützen der Fußball-Bundesliga. Laumen war nach Lothar Emmerich, Uwe Seeler und Gerd Müller der vierte Spieler, der diese Marke erreichen konnte. Mit Werder erreichte er zweimal den elften Platz und kam in 60 Bundesligaspielen auf 18 Tore.
In der Saison 1973/74 spielte er beim 1. FC Kaiserslautern und erzielte in 21 Bundesligaspielen sechs Treffer, wobei die Pfälzer den sechsten Platz erreichten. Danach spielte er eine Saison in Frankreich, erreichte mit dem FC Metz den 8. Platz und beendete dort mit 19 Erstligaspielen, in denen er auf vier Tore kam, seine Profilaufbahn.
1975/76 schloss er sich der in die drittklassige Verbandsliga Hessen aufgestiegenen SpVgg Neu-Isenburg an. Die Mannschaft beendete die Saison auf Platz 14 von 18 Mannschaften. Von 1976 bis 1979 ließ er beim niederrheinischen Landesligisten Weseler SV seine Spielerlaufbahn ausklingen, wo in jener Zeit mit Werner „Eia“ Krämer als Spielertrainer und den Torhütern Volker Danner und Kurt Büns weitere Ex-Bundesligaprofis spielten.

### Nach der Spielerkarriere
Heute ist Laumen, der nach seiner aktiven Karriere bei einer Firma für Auto- und Zweiradzubehör Bezirksleiter Niederrhein war, regelmäßiger Gast bei den Bundesligaspielen von Borussia Mönchengladbach. Zudem organisiert er die Veteranen-Treffen von ehemaligen Borussen-Spielern, die sich in der VIP-Lounge zu den Heimspielen der Borussia treffen. Laumen betreut die Anfang der 1990er Jahre gegründete „Weisweilerelf“, die zu Ehren von Hennes Weisweiler, dem berühmtesten Trainer von Borussia Mönchengladbach, in regelmäßigen Abständen mit ehemaligen Bundesligaspielern auftritt. Er ist auch Mitglied des Ehrenrates der Borussia.